# Арсенич, Борко
Борко Арсенич (серб. Борко Арсенић; 20 июля 1917, Йохова — 16 февраля 1981, Белград) — югославский военачальник времён Народно-освободительной войны Югославии, генерал-майор Югославской народной армии, Народный герой Югославии.

## Биография
Родился 20 июля 1917 года в деревне Йохова у Босанской-Дубицы в многодетной крестьянской семье. После начальной школы занимался земледелием, потом уехал работать в Нови-Сад. В 1937 году призван в Югославскую королевскую армию, проходил службу в Крагуеваце. Позже проживал в Баня-Луке, с 1938 по 1940 годы находился в запасе. В 1941 году мобилизован в югославскую армию, после капитуляции бежал в родную деревню.
С июля 1941 года Арсенич был в партизанском движении, служил во 2-й роте 2-го Краинского (Козарского) партизанского отряда. Как бомбаш, он участвовал в сражениях за Крушковац, Подграци, Мраковицу, Босанску-Дубицу и бросками гранат обеспечивал преимущество своему отряду в боях. В октябре 1941 года был принят в Коммунистическую партию Югославии. В мае 1942 года Борко в качестве политрука роты участвовал в боях за освобождение Приедора, позднее стал заместителем политрука 4-го батальона в 1-й краинской бригаде. Батальон отличился в боях на Бранковаце и Пискавице, а также в прорыве окружения в июле 1942 года на Козаре.
После Козарской битвы Борко был назначен командиром 3-го батальона, с которым сражался на горе Топича, уничтожив немецкий батальон и форсировав Сану. Похожий подвиг был совершён снова и в ходе битвы на Неретве во время боёв 1-й краинской бригады под Грмечом против 717-й пехотной дивизии вермахта, когда 3-й батальон бригады окружил батальон вермахта и уничтожил его. За свой успех 3-й батальон Арсенича удостоился личной благодарности от Верховного штаба НОАЮ.
Батальон Арсенича отличился в боях за Мрконич-Град в августе 1942 года, сражении с четниками на Маняче, разгроме усташско-домобранского батальона у Великой-Греды (в плен попало 109 человек), сражениях за Яйце и Бихач. В начале 1943 года Борко Арсенич стал заместителем командира бригады, в этом звании участвовал в нападении на аэродром Райловац в августе 1943 года. Был ранен и отправлен на лечение, позже стал командиром 12-й далматинской бригады, которая участвовала в десантах на острова Шолта, Корчула, Брач и обороне острова Вис. Под командованием Борко 12-я бригада освободила Сплит, Шибеник и Книн в 1944 году. В конце войны он командовал уже 39-й краинской дивизией.
После войны Арсенич продолжил службу ЮНА, окончил высшие пехотные курсы при школе офицеров «Выстрел» и Высшую военную академию ЮНА. На пенсию вышел в 1963 году.
Награждён рядом орденов и медалей, звание Народного героя Югославии получил 27 ноября 1953 года.
Умер 16 февраля 1981 года в Белграде, похоронен на Новом кладбище на Аллее народных героев.